# Iotabrycon praecox
Iotabrycon praecox är en fiskart som beskrevs av Roberts, 1973. Iotabrycon praecox ingår i släktet Iotabrycon och familjen Characidae. Inga underarter finns listade i Catalogue of Life.